# Tornado de Salt Lake City
El tornado de Salt Lake City fue un fenómeno meteorológico ocurrido el 11 de agosto de 1999 en la ciudad de Salt Lake City, en el estado de Utah, Estados Unidos. Fue un evento sumamente raro. La zona alrededor de Utah no produce muchos tornados y solo dos han matado a una persona en su historia, este, que mató a una persona, y el otro en 1884.